# Гумплович, Владислав

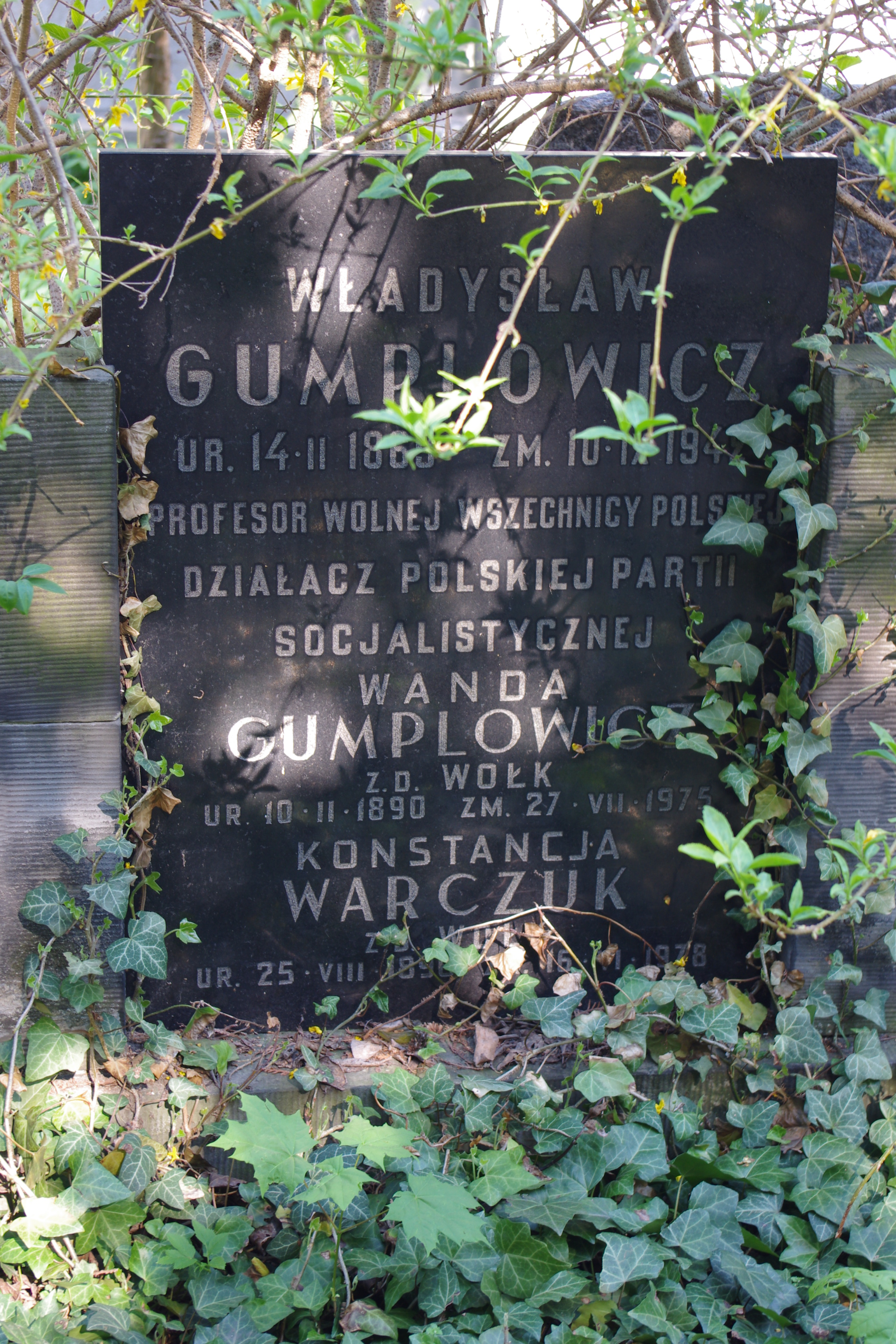
Могила профессора Вл. Гумпловича на евангелистском кладбище Варшавы

Владислав Гумплович (пол. Władysław Gumplowicz; 14 февраля 1869, Краков — 10 сентября 1942, Варшава) — польский политический деятель, публицист, географ и экономист, профессор Свободного польского университета. Использовал псевдонимы Петр Гурковский (Piotr Górkowski) и Владислав Краковский (Władysław Krakowski).

## Биография
С 1901 года — член Польской социалистической партии (ППС) и Польской социал-демократической партии, с 1906 года — активист ППС-революционной фракции.
Сторонник независимости Польши и создания польских легионов. Выступал против включения восточных территорий (Галиции, Украины и Белоруссии) в состав польского государства, выступал за восточную границу по этническому признаку.
С 1924 года — профессор Свободного польского университета в Варшаве.
В 1934 г. — автор сельскохозяйственной программы ППС. Во время немецкой оккупации преподавал на конспиративных курсах вольного университета Варшавы.

## Публикации
В 1893-1895 г. помещал статьи в газетах и журналах: немецких «Neue Deutsche Rundschau», «Sozialistische Monatshefte», «Der Sozialist», «Die Zeit», «Die Zukunft», «Deutsche Worte», «Rheinisch-Westfälische Arbeiterzeitung», итальянских – «Riforma Sociale» и английских - «Wilshire's Magazinе».
Владиславу Гумпловичу принадлежат политические публикации:
- Kwestia polska a socjalizm (1908),
- Ferdynand Lassalle (w 40-tą rocznicę śmierci): Karta z historyi socyalizmu w Niemczech
- Międzynarodowe braterstwo proletaryatu

Научные работы в области географии и экономики:
- Australia i Oceania (1927),
- Geografia gospodarcza (1927),
- Rozwój gospodarstwa światowego (1928),
- Australia i Oceania (1937),
- Azja Południowa (1938),
- Dzieje założenia Stanów Zjednoczonych Północnej Ameryki
- Japonja
- Norwegja
- Nowa Zelandja

а также историческое исследование
- Obłąkani królowie — Szkice z dziejów państw monarchicznych (1923).